# Slawi Kulon
Slawi Kulon is een bestuurslaag in het regentschap Tegal van de provincie Midden-Java, Indonesië. Slawi Kulon telt 8103 inwoners (volkstelling 2010).